# Variations sur des airs de biniou trégorois
Les Variations sur des airs de biniou trégorois forment une suite de cinq pièces pour piano à quatre mains composées par Paul Ladmirault en 1906. L'œuvre est dédiée au pianiste Francis Planté.

## Présentation
La suite est composée de cinq pièces :
1. « Ronde » — Allegro giocoso à
2. « Bal » — Allegro à
3. « Passepied » — Allegro molto à
4. « Bal » — Allegretto grazioso à
5. « Bal » — Molto vivace à

Les Variations sur des airs de biniou trégorois font partie de « toute une série d'œuvres d'inspiration armoricaine pleines de fraîcheur inventive », selon Gustave Samazeuilh, témoignant d'« un attachement aux sources folkloriques » de la part de Ladmirault. Découvrant la partition dans le guide de La musique pour piano de Guy Sacre, Florian Noack ressent « un coup de foudre » pour cette œuvre : « Il faut avouer que le titre, Cinq Variations sur des airs de biniou, est déjà savoureux ! »

## Discographie
- Florian Noack, « L'Album d'un voyageur » — pièces pour piano de Percy Grainger, Johannes Brahms, Sergueï Rachmaninov, Komitas, Edvard Grieg, Paul Ladmirault, Franz Schubert, Leoš Janáček, Joaquín Nin, Karol Szymanowski et Giuseppe Martucci (2018, La Dolce Volta LD43)

### Ouvrages généraux
- Paul Pittion, La Musique et son histoire : tome II — de Beethoven à nos jours, Paris, Éditions Ouvrières, 1960, 574 p.
- Guy Sacre, La musique pour piano : dictionnaire des compositeurs et des œuvres, vol. II (J-Z), Paris, Robert Laffont, coll. « Bouquins », 1998, 2998 p. (ISBN 978-2-221-08566-0), p. 1599-1603
- Gustave Samazeuilh, Musiciens de mon temps : Chroniques et souvenirs, Paris, Éditions Marcel Daubin, 1947, 430 p.
  - Charles Koechlin — Paul Ladmirault — Désiré-Émile Inghelbrecht, 1944, p. 239-245